# 14 iunie
ianuarie • februarie • martie  • aprilie  • mai  • iunie  • iulie  • august  • septembrie  • octombrie  • noiembrie  • decembrie
14 iunie este a 165-a zi a calendarului gregorian și ziua a 166-a în anii bisecți. Mai sunt 200 de zile până la sfârșitul anului.

## Evenimente
- 1574: Ioan Vodă cel Viteaz este înfrânt și apoi ucis de turci la Roșcani.
- 1800: Bătălia de la Marengo: Armata austriacă a fost înfrântă de armata franceză comandată de Napoleon I, împărat al Franței (1804-1814 și 1815).
- 1848: Unirea guvernelor constituite la Islaz și București și formarea Guvernului provizoriu al Revoluției de la 1848.
- 1848: Guvernul revoluționar de la București a adoptat prin decret drapelul național tricolor, care a fost sfințit la 15 iunie; drapelul avea culorile albastru, galben, roșu și avea înscrisă deviza „Dreptate, Frăție”.
- 1848: Vasile Alecsandri a publicat, în revista brașoveană „Foaie pentru minte, inimă și literatură", poezia „Hora Ardealului".
- 1880: România și Statele Unite ale Americii au stabilit relații diplomatice, la nivel de agenție diplomatică, pentru ca două luni mai târziu acestea să fie ridicate la nivel de legație. Relațiile diplomatice au fost întrerupte la 12 decembrie 1941 și au fost reluate, la 7 februarie 1946, la nivel de legație. La 1 iunie 1964, relațiile diplomatice dintre cele două țări au fost ridicate la nivel de ambasadă.
- 1900: Hawaii devine teritoriu al Statelor Unite.
- 1905: Răscoala marinarilor de pe crucișătorul „Potemkin” (14-24).
- 1934: Are loc prima întâlnire dintre Adolf Hitler și Benito Mussolini, la Veneția.
- 1935: În portul Constanța sosește vasul "Prințesa Maria" cu rămășițele pământești ale lui Dimitrie Cantemir și cu câteva arhive din Tezaurul României care a fost trimis la Moscova în timpul Primului Război Mondial. Arhivele au constat în registrele contabile ale unor bănci, state de servicii ale funcționarilor Ministerului Agriculturii, bancnote românești tipărite în 1917 la Moscova și nici un document istoric.
- 1940: Al Doilea Război Mondial: Armata germană intră în orașul Paris, declarat „oraș deschis”.
- 1941: Al Doilea Război Mondial: A patra deportare majoră a polonezilor către Siberia: 300.000 dintre aceia ce evitaseră deportările precedente și copii din taberele de vară și orfelinate.
- 1962: Înființarea Agenției Spațiale Vest Europene.
- 1967: China testează prima sa bombă cu hidrogen.
- 1982: Forțele militare argentiniene s-au predat unităților britanice din Insulele Falkland.
- 1985: Semnarea Tratatului de la Schengen, privitor la suprimarea controalelor la frontierele europene.
- 1990: Urmare a evenimentelor din 13 iunie, circa 10.000 de mineri din Valea Jiului au descins în București pentru a „restabili ordinea”. Au fost atacate sediile partidelor din opoziție, lideri ai acestora, facultăți, studenți (14-15 iunie 1990).
- 1991: La intrarea în Parcul Libertății din București a fost ridicată o cruce în memoria victimelor din 13-15 iunie 1990.
- 2004: Miniștrii Afacerilor Externe din statele membre ale UE au aprobat, la Luxemburg, cadrul politico-juridic necesar creării primei Agenții europene pentru armament.
- 2005: Salvamontistul sibian Teodor Tulpan, cel de-al doilea român care a ajuns pe Everest, începe expediția pe cel mai înalt vârf din Peru, Huascaran.

## Nașteri

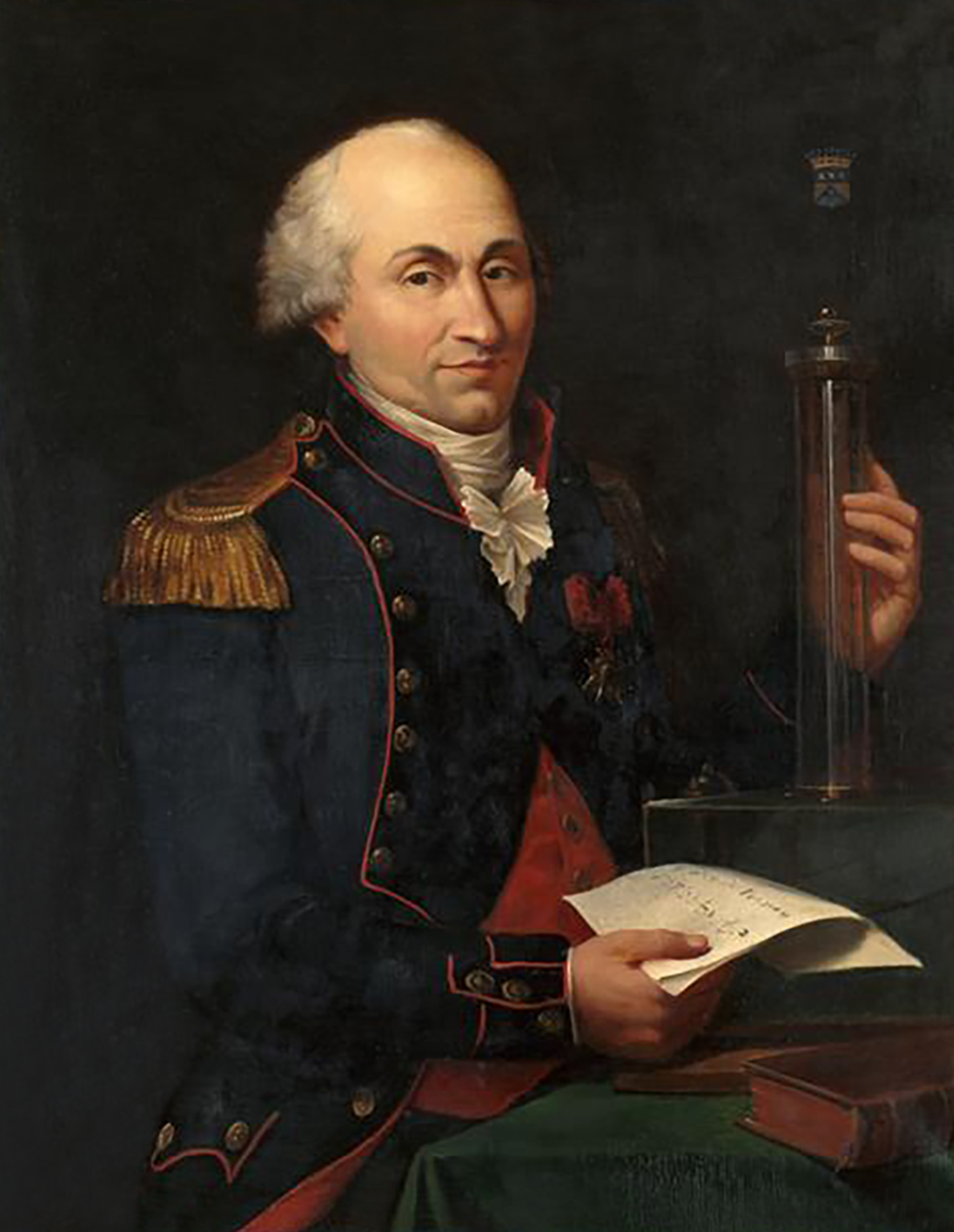
Charles Augustin de Coulomb, fizician francez
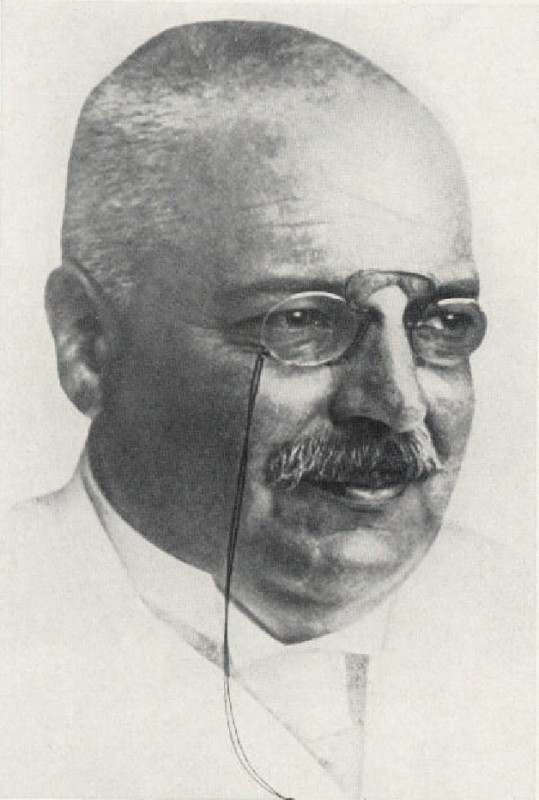
Alois Alzheimer, medic psihiatru și neuropatolog german
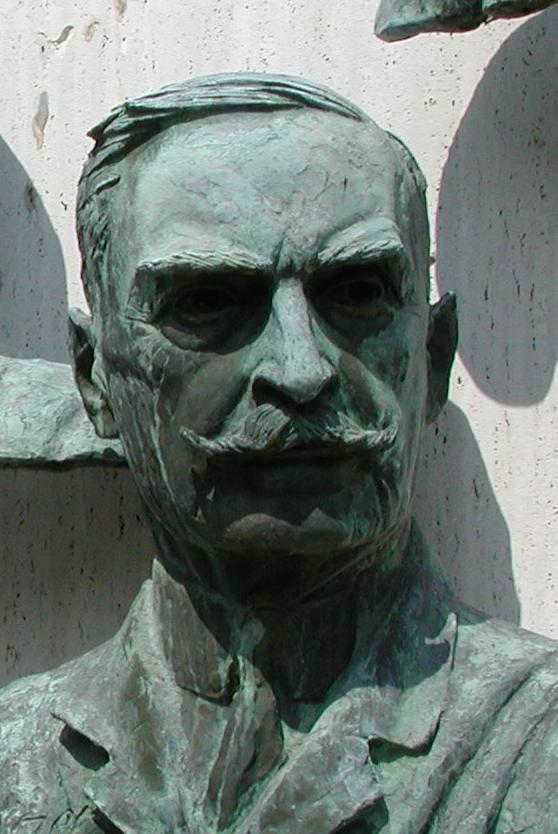
Karl Landsteiner, medic austriac, laureat al Premiului Nobel
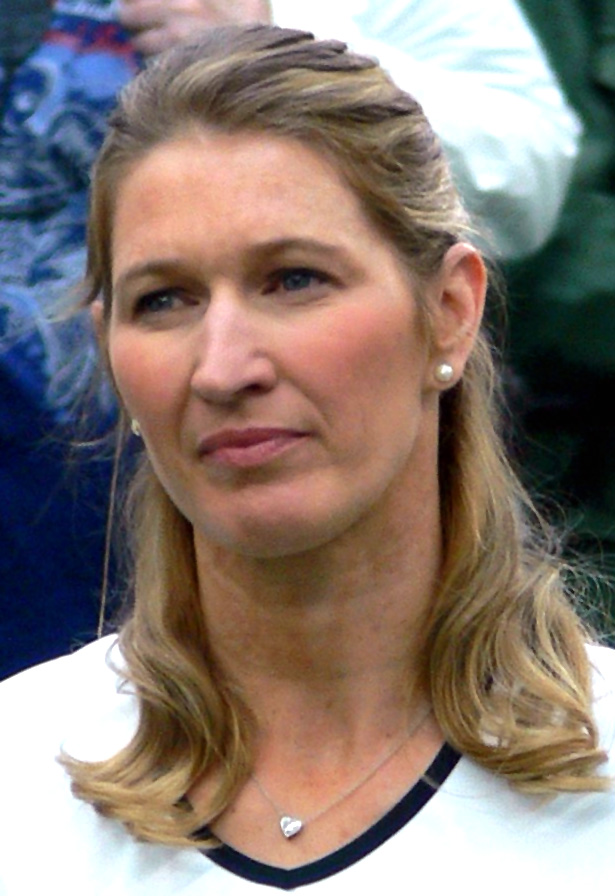
Steffi Graf, jucătoare germană de tenis

- 1736: Charles Augustin Coulomb, fizician francez (d. 1806)
- 1811: Harriet Beecher Stowe, scriitoare americană (d. 1896)
- 1811: Jozef Lies, pictor flamand (d. 1865)
- 1830: Alfred Enneper, matematician german (d. 1885)
- 1832: Nikolaus August Otto, inventator german (d. 1891)
- 1835: Nikolai Rubinstein, pianist și compozitor rus (d. 1881)
- 1864: Alois Alzheimer, medic psihiatru și neuropatolog german (boala Alzheimer) (d. 1915)
- 1868: Karl Landsteiner, medic austriac, laureat al Premiului Nobel (d. 1943)
- 1870: Sofia a Prusiei, regină a Greciei, soția regelui Constantin I al Greciei (d. 1932)
- 1875: Ion Dragoslav, prozator român (d. 1928)
- 1878: Nicodim Ganea, dirijor, compozitor și om de cultură român
- 1882: Ion Petrovici, filosof și memorialist român (d. 1972)
- 1883: Gheorghe Ciprian, dramaturg și actor român (d. 1968)
- 1884: Ioachim Botez, scriitor român (d. 1956)
- 1899: Vasile Aftenie, episcop greco-catolic, deținut politic (d. 1950)
- 1907: René Char, poet francez (d. 1988 )
- 1909: Harald Meschendörfer, pictor sas (d. 1984)
- 1910: Rudolf Kempe, dirijor german (d. 1976)
- 1913: Henry Banks, pilot american (d. 1994)
- 1916: Georg Henrik von Wright, filozof finlandez (d. 2003)
- 1918: T.M. Aluko, scriitor nigerian (d. 2010)
- 1920: Mihai Brediceanu, compozitor și dirijor român (d. 2005)
- 1928: Che Guevara, revoluționar argentinian (d. 1967)
- 1931: Béla Abody, scriitor, critic literar, traducător, redactor maghiar (d. 1990)
- 1931: Eugen Trofin, antrenor de handbal din România (d. 2009)
- 1933: Dumitru Pârvulescu, luptător român (d. 2007)
- 1936: Cornel Coman, actor român de teatru și film (d. 1981)
- 1941: Viorel P. Barbu, matematician român, membru al Academiei Române
- 1941: Vasile Vasilache Junior , compozitor și pianist român (d. 1991)
- 1944: Șerban Creangă, regizor român de film (d. 2012)
- 1946: Donald Trump, miliardar, vedetă de televiziune și politician american, al 45-lea președinte al Statelor Unite ale Americii
- 1949: Alan White, baterist englez (Yes) (d. 2022)
- 1949: Harry Turtledove, istoric și scriitor american
- 1950: Luigi Cagni, fotbalist italian
- 1950: Rowan Williams, arhiepiscop de Canterbury
- 1953: Puiu Hașotti, politician român
- 1953: Hanna Laslo, actriță israeliană de comedie și de varietăți
- 1956: Gianna Nannini, cântăreață italiană
- 1957: Petre Capusta, canoist român
- 1958: Olaf Scholz, politician german
- 1961: Boy George, cântăreț britanic
- 1965: Mihaela Adriana Rusu, politician român
- 1969: Steffi Graf, jucătoare germană de tenis
- 1970: Tetsuya Harada, pilot de motociclism de viteză japonez
- 1970: Ștefan-Radu Oprea, politician român
- 1973: Ceca, cântăreață sârbă
- 1974: Viorel Burlacu, interpret, compozitor, muzician român din Basarabia
- 1976: Igor Lukšić, politician din Muntenegru, prim-ministru în perioada 2010-2012
- 1976: Massimo Oddo, fotbalist italian
- 1979: Elena Neceaeva, scrimeră rusă
- 1981: Elano, fotbalist brazilian
- 1981: Steffen Hamann, baschetbalist german
- 1982: Lang Lang, pianist chinez
- 1984: Siobhan Donaghy, fondatoare a grupului britanic Sugababes
- 1989: Daniela Crudu, model playboy România și asistentă TV
- 1991: Kostas Manolas, fotbalist grec

## Decese
- 1574: Ioan Vodă cel Viteaz, domnul Moldovei (n.1521)
- 1594: Orlando di Lasso, compozitor flamand (n. 1530 sau 1532)
- 1746: Colin MacLaurin, matematician scoțian (n. 1698)
- 1837: Giacomo Leopardi, poet italian (n. 1798)
- 1903: Carl Gegenbaur, anatomist german (n. 1826)
- 1911: Johan Svendsen, compozitor norvegian (n. 1840)
- 1913: Louis-Robert Carrier-Belleuse, pictor și sculptor francez (n. 1848)
- 1920: Max Weber, filosof și sociolog german (n. 1864)
- 1926: Mary Cassatt, pictoriță americană (n. 1844)
- 1927: Jerome K. Jerome, scriitor englez (n. 1859)
- 1931: Giuseppe Mentessi, pictor italian (n. 1857)
- 1932: Nicolae Vermont, pictor român (n. 1866)
- 1946: John Logie Baird, inginer și inventator scoțian (n. 1888)
- 1968: Salvadore Quasimodo, poet italian, laureat al Premiului Nobel (n. 1901)
- 1970: Nifon Criveanu, mitropolit al Olteniei (n. 1889)
- 1986: Jorges Luis Borges, scriitor argentinian (n. 1899)
- 1995: Rory Gallagher, chitarist și cântăreț irlandez (n. 1949)
- 2016: Anatol Dumitraș, interpret moldovean de muzică ușoară (n. 1955)
- 2024: Constantin Stoiciu, prozator și scenarist român (n. 1939)

## Sărbători
- Sărbători relligioase
  - Sf. Prooroc Elisei, profet israelit (romano-catolică, ortodoxă, copt, evanghelică: ELCA)
  - Sf. Ierarh Metodie al Constantinopolului (calendar ortodox)
  - Grigore de Nyssa, mitropolit din Sivas (evanghelică: ELCA)
- Sărbători naționale
  - SUA: Ziua drapelului național
  - Georgia de Sud și Insulele Sandwich de Sud: Ziua Eliberării (seit 1982)
- Sărbători ale organizațiilor internaționale
  - Ziua Internațională a Donatorilor de Sânge (WHO), din anul 2005